# 米斯拉-格里斯边着色算法
米斯拉-格里斯边着色算法是图论算法的一种，能够在多项式时间内找到任意图的一种边着色方案。这种着色算法最多使用{\displaystyle \Delta +1}种颜色，{\displaystyle \Delta }是该图节点的最大度数。这对于一些图而言是最优的，根据Vizing定理，最坏情况下，这种算法给出的结果比最优值多使用一种颜色。
该算法由Jayadev Misra和戴维·格里斯在1992年首次提出，是对Béla Bollobás提出的一种算法的简化。
对于边着色问题，该算法是已知最快的“几乎最优”算法。时间复杂度为{\displaystyle O(|E||V|)}。更小的时间复杂度{\displaystyle O(|E|{\sqrt {|V|\log |V|}})}在1985年Gabow等的一篇科技报告中提出，但从未被发表。
总体上来说，最优边着色问题是NP完全的，所以很可能并不存在多项式时间内的算法。同时也有指数级的算法给出了该问题的最优解。

## 扇

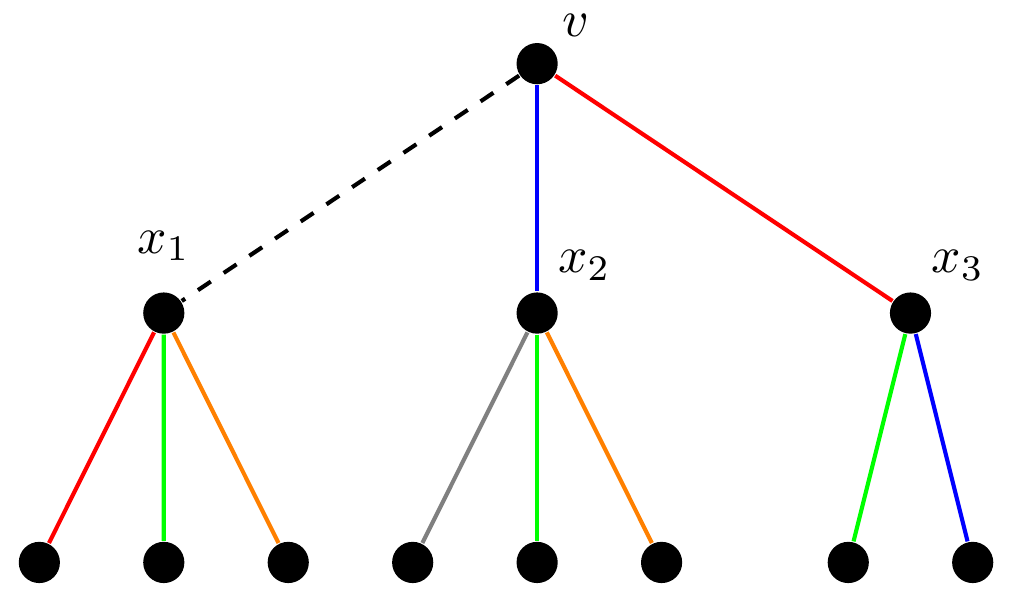
顶点v的一个扇 F=[x_1,x_2,x_3]（虚线边代表未着色），(v,x_1),(v,x_2),(v,x_3)是扇的边. F'=[x_1,x_2] 也是v的一个扇, 但不是最大的

对于一种颜色x，如果c(u,z) ≠ x 对于所有的 (u,z) {\displaystyle \in } E(G) : z≠v均成立，则称这种颜色x对于边(u, v)未被使用。
顶点u的一个扇(Fan)是一个顶点序列，记为F[1:k]，该序列满足以下条件：
1. F[1:k]是一个包含u的部分或全部邻居节点的非空序列
2. (F[1],u) {\displaystyle \in } E(G) 未被着色
3. F[i+1] 与u 的连边的颜色对于 F[i] 未被使用，1 ≤ i < k

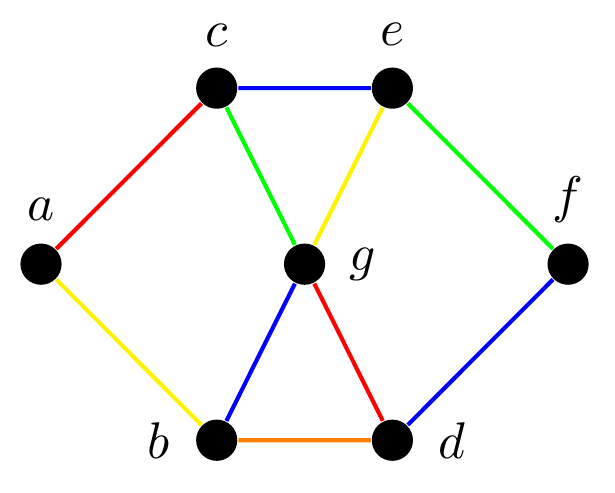
cd_{x}路径的一个例子：ac,cg,gd 是一个“红-绿_{c}”路径，bd,dg是一个“红-橙_{d}”路径

给定一个扇F，任意边(F[i], X)，1 ≤ i ≤ k 是扇的一条边(Fan edge)。令 c 和 d 是两种颜色，一个 cdX 路径是一个经过节点X的，由只包含颜色 c 和 d 的边组成的路径，而且是最大的（即，不能添加任何边到这个路径中，否则就会包含颜色不为 c 或 d 的边）。注意到对于任意节点 X ，只会存在一条这样的边，因为每种颜色最多只有一条边与给定的节点邻接。

### 扇的旋转

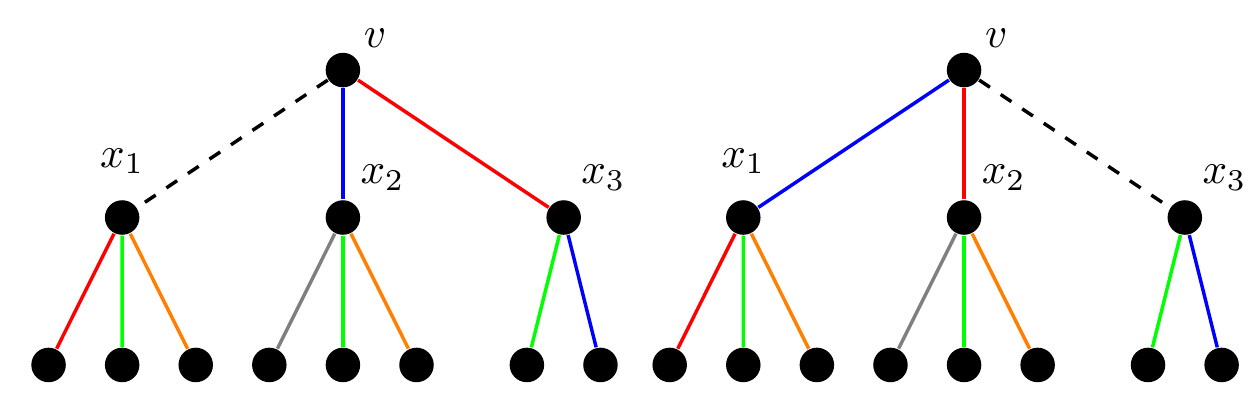
翻转扇 F = [x_{1}, x_{2}, x_{3}]，左边为翻转前，右边为翻转后

给定对于节点X的一个扇 F[1:k] ，旋转操作进行以下操作：
1. c(F[i],X) = c(F[i+1],X)
2. 除去 F[k] 到 u 的边的颜色

这种旋转进行后着色仍然有效，因为对于任意 i ，c(F[i + 1], X)对(F[i], X)未被使用。

### 路径的翻转

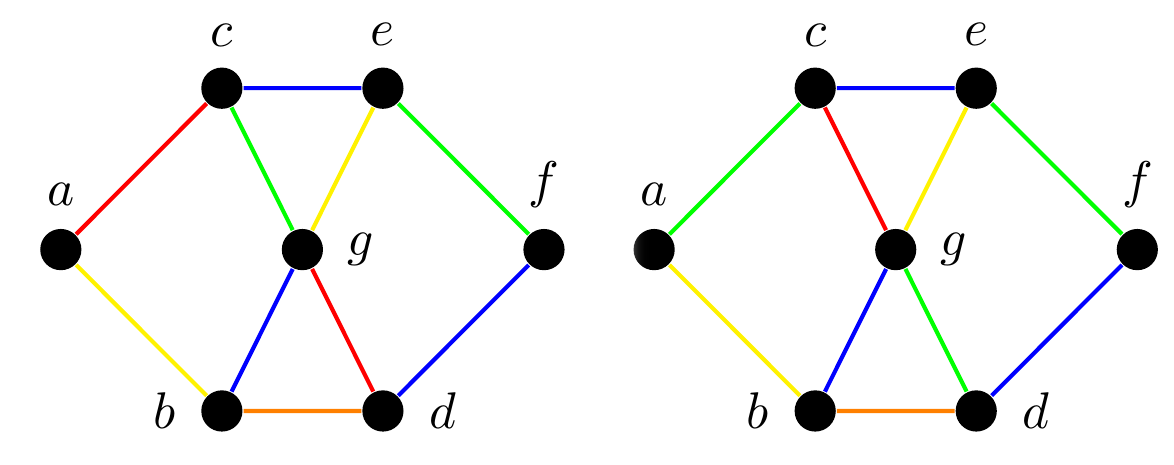
翻转“红-绿_{a}”路径，左边为翻转前，右边为翻转后

操作“翻转 cdX 路径”将该路径上的每个颜色为 c 的边改变为 d ，每个颜色为 d 的边改变颜色为 c 。如果X处于路径的末端，则翻转操作能够释放节点X上的一种颜色：如果 X 与 c 而非 d 相邻，现在会变成与 d 而非 c 相邻，把颜色 c 释放出来，可以给其他与 X 邻接的边。这一翻转操作不会改变着色的有效性，因为对于路径末端的节点，只会有 c 或 d 中的一种颜色，而对于边上的其他节点，翻转操作只是交换了边的颜色，并未增加新颜色。

## 算法
输入: 图 G.
输出: 对于图 G 的边的一个合适染色方案
令 U := E(G)
while U ≠ ∅ do
1. 令 (u,v) 是 U 的任意一条边。
2. 令 F[1:k] 是 u 的一个最大扇，且 F[1]=v.
3. 令 c 是对于 u 未被使用的一种颜色，d 是对于 F[k] 未被使用的一种颜色.
4. 翻转 cdu 路径
5. 令 w ∈ V(G) 使得 w ∈ F, F'=[F[1]...w] 是一个扇，且颜色 d 对于 w 未被使用。
6. 旋转扇 F' 并设置 c(u,w)=d.
7. U := U - {(u,v)}

end while